# Mythozoum variabile
Mythozoum variabile är en skalbaggsart som beskrevs av Reé Michel Quentin och Jean François Villiers 1979. Mythozoum variabile ingår i släktet Mythozoum och familjen långhorningar. Inga underarter finns listade i Catalogue of Life.